# Абд ар-Рахман ібн Рустам
Абд ар-Рахман ібн Рустам (араб. عبد الرحمن بن رستم; бл. 729/730 — бл. 785) — 1-й імам Держави Рустамідів в 777—785 роках.

## Життєпис
Походив зі знатного перського роду. Онук Бахрама, маули (помічника) халіфа Османа ібн Аффана в Медині. Син Рустама ібн Бахрама аль-Фарісі. Народився за різними відомостями у 729 або 730 році в Іраку чи 735 року в Хорасані. Його батько разом з родиною рушив до Мекки, де невдовзі помирає. Мати Абд ар-Рахмана вдруге виходить заміж, після чого перебирається до Кайруану в Іфрікії. Ймовірно, вітчим належав до ібадитів, оскільки Абд ар-Рахман виховувався в цьому напрямі.
Після придушення хариджитського повстання в Іфрікії в 750 році ібадитська громада Іраку доручила Саламу ібн Сахіду, своєму представникові в Магрибі, надіслати кілька здібних магрибских ібадитів до Басри для їх навчання і підготовки як проповідників і керівників ібадитських громад (гамалат ал'ілм). Серед інших було спрямовано Абд ар-Рахмана. Він до 755 року навчався в імама АбуУбейди Мусліми.
756 року повернувся до Триполітанії, де його товариш Абу'л-Хаттаб був оголошений імамом ібадитів. Спочатку той захопив Триполі, а потім Кайруан. Абд ар-Рахман призначається намісником цього міста. У 761 році гине Абу'л-Хаттаб, а аббасидські війська відвойовують Кайруан.
Абд ар-Рахман втік на захід, де поруч з руїнами античного міста Тіарет заснував свою резиденцію Тахерт. Основу його підтримки становили арабські племена, що належали до секти ібадитів, а також берберські племена лувата, лемая, нафуса, мікнеса, мазата. Спроби військ з Кайруана захопити Тахерт виявилися марними. 768 року Абд ар-Рахман спробував захопити фортецю Тобна в горах Орес, але зазнав поразки. Після цього відмовився від спроб захопити Кайруан, що вважався релігійним центром ібадитів. 772 року хариджити на чолі з Абу Хатімом аль-Малзузі зазнали поразки від Язіда аль-Мухаллабі, валі Іфрікії. В результаті Абд ар-Рахмам виявився єдиним значним лідером ібадитів і хариджитів у Центральному Магрибі.
777 року оголошений в Тахерті імамом. Втім, незважаючи на теократичну владу, імам мусив зважати на думки шейхів (вождів) союзних берберських племен, до яких долучилися хавара. Останні натомість визнавали владу Абд ар-Рахмана. Абд ар-Рахман спочатку за фінансової підтримки ібадитської громади Басри, потім завдяки численним угодам сприяв перетворенню Тахерта на важливий центр посередницької трансахарської торгівлі. Сюди також масово переселялися ібадити з усієї Північної Африки.
Невдовзі Абд ар-Рахману довелося воювати проти Абу Курри з роду Іфранідів, еміра Тлемсену, що намагався захопити Тахерт. Зрештою до кінця життя зумів замиритися з Аббасидами та відбити напади Іфранідів. Також було укладено союз з імамами Мідраридами в Сіджильмасі. Помер близько 785 року. Йому спадкував син Абд аль-Ваххаб.